# クロニオス
クロニオス（古希: Κλονίος, Klonios, ラテン語: Clonius）は、ギリシア神話の人物である。トロイア戦争におけるギリシア軍の武将の1人。

## 神話
ラクトレスとクレオブーレーの子で、レーイトスと兄弟。あるいはボイオートスの子イトーノスの子アレゲノールの子で、ペーネレオース、レーイトス、プロトエーノール、アルケシラーオスと従兄弟。ペーネレオース、アルケシラーオスと従兄弟であるともいわれる。
トロイア戦争ではペーネレオース、レーイトス、プロトエーノール、アルケシラーオスとともにギリシア軍におけるボイオーティア地方の武将の1人で、9隻の軍勢を率いたともいわれる。しかしアポローンがアイギスを使ってギリシア軍を混乱に陥れたとき、敵将アゲーノールに討たれた 。

## その他のクロニオス
- ゼウスとヒマリアの子の1人[7]。
- ヒッポダメイアの求婚者の1人[8]。
- テューデウスに討たれたテーバイ人[9]
- プリアモスの妾腹の子[10]。
- アイネイアースの部下[11]。
- アイネイアースの部下[12]。